# 1945 en combiné nordique
| Années du combiné nordique : 1942 - 1943 - 1944 - 1945 - 1946 - 1947 - 1948    |
| Décennies du combiné nordique : 1910 - 1920 - 1930 - 1940 - 1950 - 1960 - 1970 |

Cette page reprend les résultats de combiné nordique de l'année 1945.

## Festival de ski d'Holmenkollen
L'édition 1945 du festival de ski d'Holmenkollen fut annulée.

## Jeux du ski de Lahti
L'épreuve de combiné des Jeux du ski de Lahti 1945 fut remportée par un coureur finlandais, Martti Huhtala
devant ses compatriotes Kalervo Kaplas, qui fut deuxième de cette même épreuve en 1943 et troisième en 1941, suivi par Aulis Tolsa, qui avait terminé en troisième position l'année précédente.

## Championnats nationaux

### Championnat d'Allemagne
Le championnat d'Allemagne de combiné nordique 1945 n'a pas été organisé.

### Championnat d'Estonie
Le Championnat d'Estonie 1945, qui eut lieu à Võru, fut remporté par Karl Lont devant Evald Tupits (et) et	Paul Pahla.

### Championnat des États-Unis
Le championnat des États-Unis 1945 n'a pas eu lieu.

### Championnat de Finlande
Le championnat de Finlande 1945 a été remporté par Pauli Salonen (fi).

### Championnat de France
Les résultats du championnat de France 1945 manquent.

### Championnat d'Islande
Le championnat d'Islande 1945 fut remporté par Guðmundur Guðmundsson, déjà vainqueur en 1943.

### Championnat d'Italie
Le championnat d'Italie 1945 n'a pas été organisé.

### Championnat de Norvège
Le championnat de Norvège 1945 n'a pas eu lieu.

### Championnat de Pologne
Le championnat de Pologne 1945 fut annulé.

### Championnat de Suède
Le championnat de Suède 1945 a permis au champion 1943, Sven Rogström, de retrouver son titre. À la différence de 1943, il courait cette année pour le club IF Friska Viljor. Le club champion fut le IF Östersund.

### Championnat de Suisse
Le Championnat de Suisse 1945 a eu lieu à Engelberg. Le champion 1945 fut Niklaus Stump, d'Unterwasser. Il devançait Martin Zimmermann et Hans Zurbriggen.